# Chasnais
Chasnais – miejscowość i gmina we Francji, w regionie Kraj Loary, w departamencie Wandea.
Według danych na rok 1990 gminę zamieszkiwało 465 osób, a gęstość zaludnienia wynosiła 43 osób/km² (wśród 1504 gmin Kraju Loary Chasnais plasuje się na 862. miejscu pod względem liczby ludności, natomiast pod względem powierzchni na miejscu 974.).